# Milspe (Ennepetal)
Milspe ist der einwohnerstärkste Stadtteil von Ennepetal im Ennepe-Ruhr-Kreis in Nordrhein-Westfalen. Von 1923 bis 1949 war Milspe eine eigenständige Gemeinde.

## Geographie
Milspe liegt am westlichen Ufer der Ennepe.

## Geschichte
Im Kreis Schwelm der Provinz Westfalen schlossen sich am 1. April 1923 die Gemeinden Mühlinghausen, Oelkinghausen und Schweflinghausen zur neuen Gemeinde Milspe zusammen. Das aus den drei Altgemeinden bestehende Amt Ennepe wurde gleichzeitig in Amt Milspe umbenannt. Wie alle preußischen Einzelgemeindeämter wurde das Amt Milspe am 1. November 1934 aufgehoben.
Am 1. Juni 1937 wurden die beiden Gemeinden Milspe und Voerde zum Amt Milspe-Voerde verbunden. Am 1. April 1949 schlossen sich die Gemeinden Milspe und Voerde zur Stadt Ennepetal zusammen. Der heutige Stadtteil Milspe umfasst nicht das gesamte ehemalige Gemeindegebiet, sondern nur den an der Ennepe gelegenen Kernort.

## Einwohnerentwicklung
| Jahr | Einwohner | Quelle |
| ---- | --------- | ------ |
| 1925 | 11.291    | [ 6 ]  |
| 1933 | 11.361    | [ 6 ]  |
| 1939 | 11.555    | [ 6 ]  |
| 1946 | 13.520    | [ 7 ]  |
| 2016 | 9.606     | [ 1 ]  |
| 2020 | 9.884     | [ 1 ]  |